# 아카츠키 아키라
아카츠키 아키라 (暁月 あきら, Akatsuki Akira, 1977년 8월 18일생)는 일본의 만화가이다. 2009년부터 2013년까지 주간 소년 점프에 연재된 니시오 이신의 만화 메다카 박스의 일러스트레이터로 활동했다. 그의 또 다른 작품 "루거 코드 1951"은 2016년 스튜디오 딘 (Studio Deen)에 의해 오리지널 애니메이션으로 각색되었다.